# 角贝寄居蟹属
角贝寄居蟹属（学名：Tsunogaipagurus），也称作对称寄居蟹属，为拟寄居蟹科的一个属。

## 下属物种
本属包括以下物种：
- 長腹角貝寄居蟹 Tsunogaipagurus chuni (Balss, 1911)，长腹对称寄居蟹